# San José del Potrero
San José del Potrero è un comune dell'Honduras facente parte del dipartimento di Comayagua.
Nella divisione amministrativa del 1889, appare come parte del Distretto facente capo a Esquías.